# SR Kultur
Pour les articles homonymes, voir SR 2.
SR Kultur est une station de radio allemande et une offre culturelle multimédia appartenant à la Saarländischer Rundfunk, l’organisme public de radiodiffusion de la Sarre. Il s’agit d’une radio à vocation culturelle. 

## Histoire
La station est fondée en 1967 sous le nom de "Studiowelle Saar". Jusqu’en 1972 ce programme résultait de la coopération entre Süddeutschen Rundfunk (SDR) et Südwestfunk (SWF). Dans les années 1991 à 1994 la station est interconnectée avec le programme de la Hessischer Rundfunk. En septembre 2024, SR2 Kulturradio prend le nom SR Kultur qui reprend l'ensemble de l'offre culturelle de la Saarländischer Rundfunk.

## Identité visuelle

### Logos

Logo de SR2 Kulturradio de 2001 à [Quand ?]
Logo actuel de SR Kultur

## Programmation
La station vise les personnes intéressées par la culture. Les émissions de critique et d’analyse forment une bonne part des programmes. Les thèmes abordés sont la politique, l’économie, la société, la culture. Mais la musique n’est pas oubliée, avec le Classique, le jazz ou la musique récente.

### Émissions
- Rendez-Vous Chanson : émission dominicale (21 à 22 heures) consacrée à la musique française.
- En direct : émission diffusée deux vendredis par mois de 18 à 19 heures consacrée à l’actualité française. En collaboration avec RFI.
- Erste Welt - Dritte Welt (Premier-monde/Tiers-monde) : émission consacrée à la coopération, à la politique de développement sous les points de vue du Nord comme du Sud.
- MedienWelt (Monde médiatique) : programme du samedi de 17 h 04 à 17 h 30 consacré au monde des médias.
- BücherLese : émission d’une heure diffusée le samedi consacrée à la littérature.
- Ici et là : émission bilingue français allemand diffusé le premier vendredi du mois sur les rapports franco-allemands. En collaboration avec  France Bleu Lorraine Nord qui diffuse aussi le programme[1].

## Diffusion
La station est disponible en modulation de fréquence, par le câble (96,45 MHz), par DAB, par satellite (Astra 1H), Astra Digital Radio et Digital Video Broadcasting, et par internet. Il est possible d’utiliser la baladodiffusion.

### Modulation de fréquence (FM)
- Saarbrücken/Göttelborner Höhe : 91.3 FM (100 kW)
- Merzig : 92.1 FM (100 W)
- Mettlach : 88.5 FM (10 W)
- Hombourg : 98.6 FM (200 W)
- Moseltal : 88.6 FM (5 kW)

## En Digital (DAB)
- 9A - DR Saarland - Saarbrücken/Riegelsberg (10 kW)